# Johnny Rep
Johnny Rep je bývalý nizozemský fotbalista a fotbalový trenér. Hrál zpravidla na pravém křídle. S Ajaxem Amsterdam získal dva ligové tituly a vyhrál Pohár mistrů evropských zemí v letech 1972 a 1973 (ve finále v roce 1973 vstřelil rozhodující branku). V reprezentačním dresu vybojoval stříbrné medaile na mistrovství světa ve fotbale 1974 a mistrovství světa ve fotbale 1978. Se sedmi góly je nejlepším střelcem Holanďanů v dějinách MS. Zúčastnil se také mistrovství Evropy ve fotbale 1976 a mistrovství Evropy ve fotbale 1980.